# Futbol Club Barcelona B 2011-2012
Questa voce raccoglie le informazioni riguardanti il Futbol Club Barcelona B, squadra riserve del Futbol Club Barcelona, nelle competizioni ufficiali della stagione 2011-2012.

## Maglie e sponsor
| Casa | Trasferta | Terza Divisa |

| 1ª portiere | 2ª portiere | 3ª portiere | 4ª portiere | 5ª portiere |

## Staff tecnico
- Allenatore: Eusebio Sacristán
- Preparatore dei portieri: Carles Busquets Barroso
- Preparatore atletico: José Ramon Callen
- Medico sociale: dott. Xavier Yanguas Leyes
- Fisioterapisti: Jaume Langa Ferrer; Carles Martín; Roger Giornes Tomas

### Rosa 2011-2012
| N. |                    | Ruolo | Calciatore          |
| -- | ------------------ | ----- | ------------------- |
| 1  | Spagna (bandiera)  | P     | Oier Olazábal       |
| 2  | Spagna (bandiera)  | D     | Martín Montoya      |
| 3  | Spagna (bandiera)  | D     | Marc Bartra         |
| 4  | Spagna (bandiera)  | C     | Ilie                |
| 5  | Spagna (bandiera)  | D     | Marc Muniesa        |
| 6  | Spagna (bandiera)  | C     | Carmona             |
| 7  | Spagna (bandiera)  | A     | Cristian Tello      |
| 8  | Messico (bandiera) | C     | Jonathan dos Santos |
| 9  | Spagna (bandiera)  | A     | Ríos                |
| 10 | Spagna (bandiera)  | C     | Sergi Roberto       |
| 11 | Spagna (bandiera)  | A     | Jonathan Soriano    |
| 12 | Spagna (bandiera)  | D     | Rosell              |
| 13 | Spagna (bandiera)  | P     | Jordi Masip         |
| 14 | Spagna (bandiera)  | D     | Sergi               |

| N. |                       | Ruolo | Calciatore      |
| -- | --------------------- | ----- | --------------- |
| 15 | Spagna (bandiera)     | D     | Kiko Femenia    |
| 16 | Spagna (bandiera)     | D     | Lonzano         |
| 17 | Spagna (bandiera)     | A     | Cristian Lobato |
| 18 | Portogallo (bandiera) | C     | Gustavo         |
| 19 | Spagna (bandiera)     | A     | Isaac Cuenca    |
| 20 | Spagna (bandiera)     | C     | Martí Riverola  |
| 21 | Spagna (bandiera)     | C     | Planas          |
| 23 | Spagna (bandiera)     | D     | Iván Balliu     |
| 24 | Spagna (bandiera)     | C     | Espinosa        |
| 25 | Spagna (bandiera)     | P     | Rubén Miño      |
| 27 | Spagna (bandiera)     | A     | Gerard Deulofeu |
| 34 | Spagna (bandiera)     | C     | Rafinha         |
| 35 | Spagna (bandiera)     | D     | Alejandro       |

## Stagione

### Segunda División

#### Classifica
|                   | Squadra      | G  | PNT | V  | N  | P  | RF | RS |  |
| ----------------- | ------------ | -- | --- | -- | -- | -- | -- | -- |  |
| Spagna (bandiera) | Barcellona B | 42 | 59  | 16 | 11 | 15 | 63 | 53 |  |